# Marsaglia

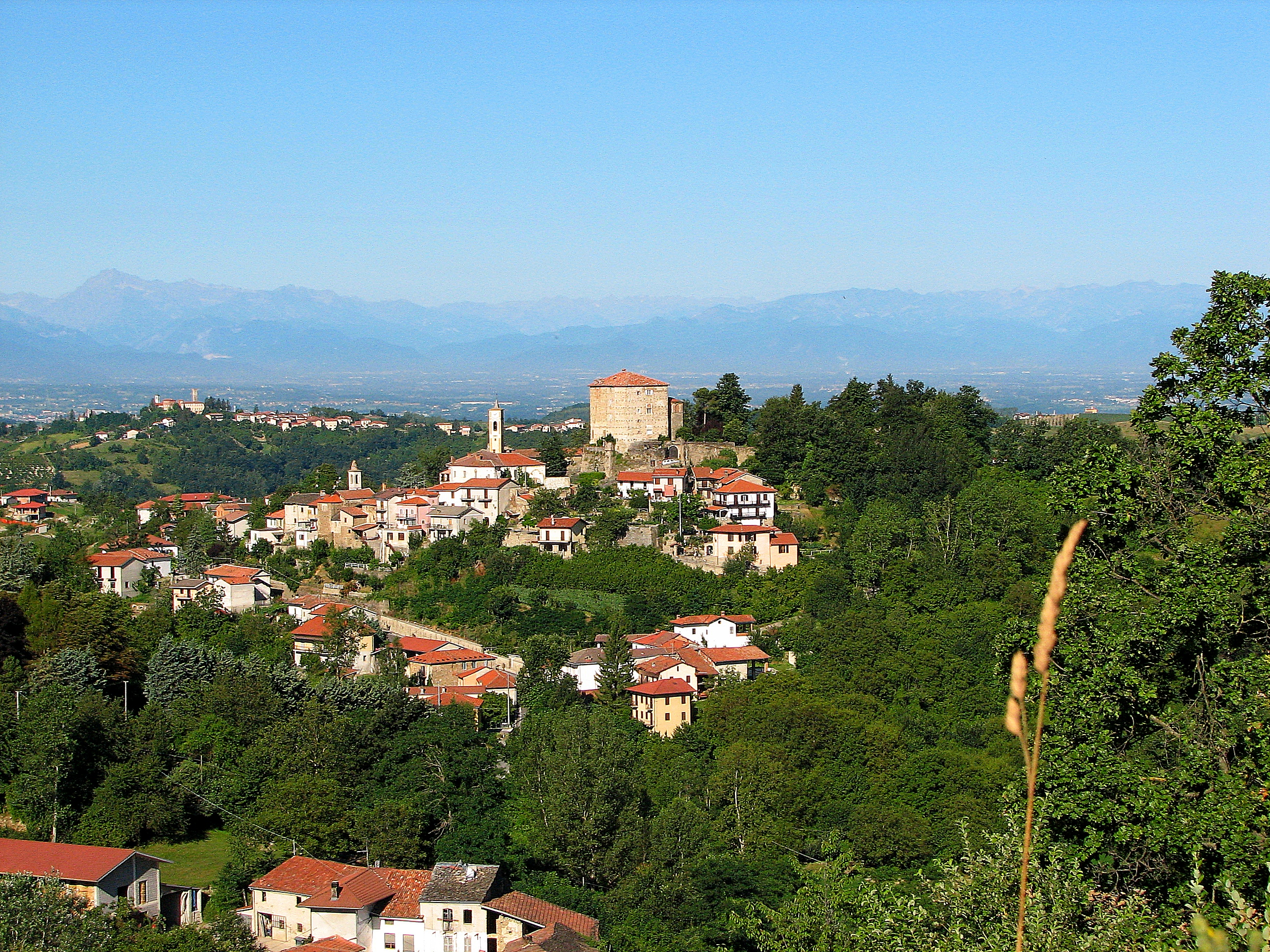
Marsaglia (Cuneo), veduta da Levante.

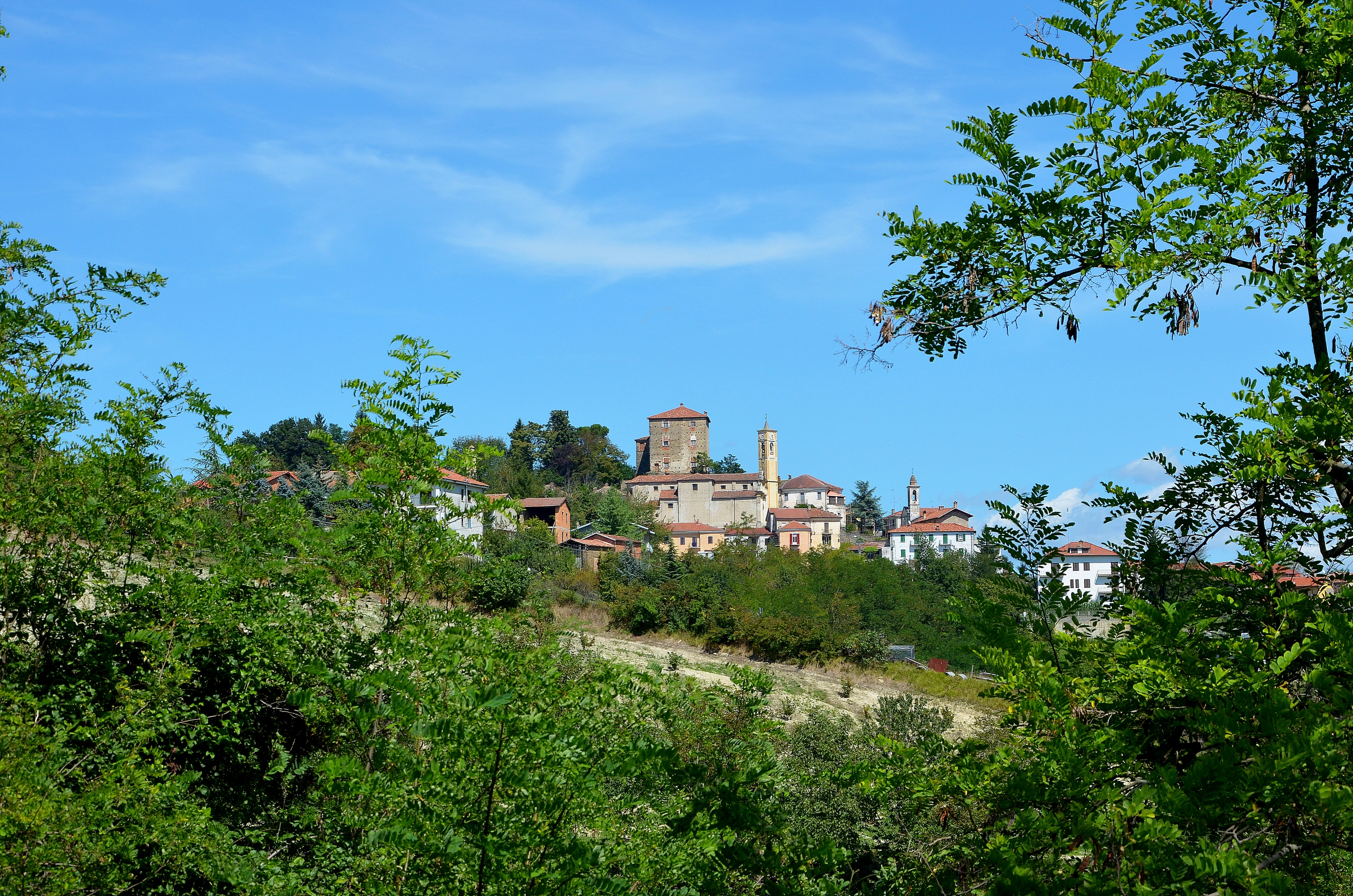
Marsaglia (Cuneo), veduta da Ponente

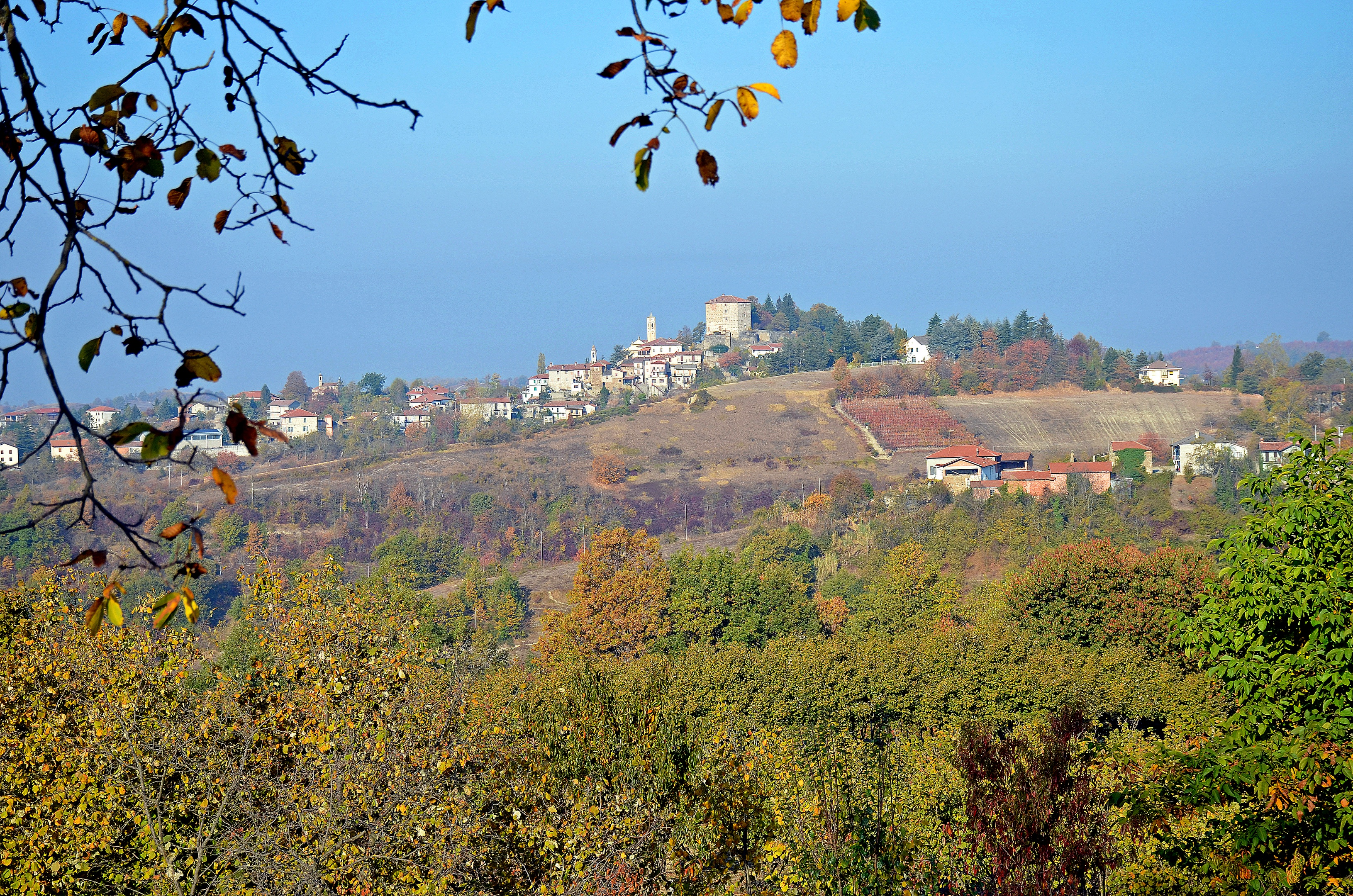
Marsaglia. - Foto con obiettivo equivalente a 78 mm nel formato 24 X 36; da distanza di m 1250.

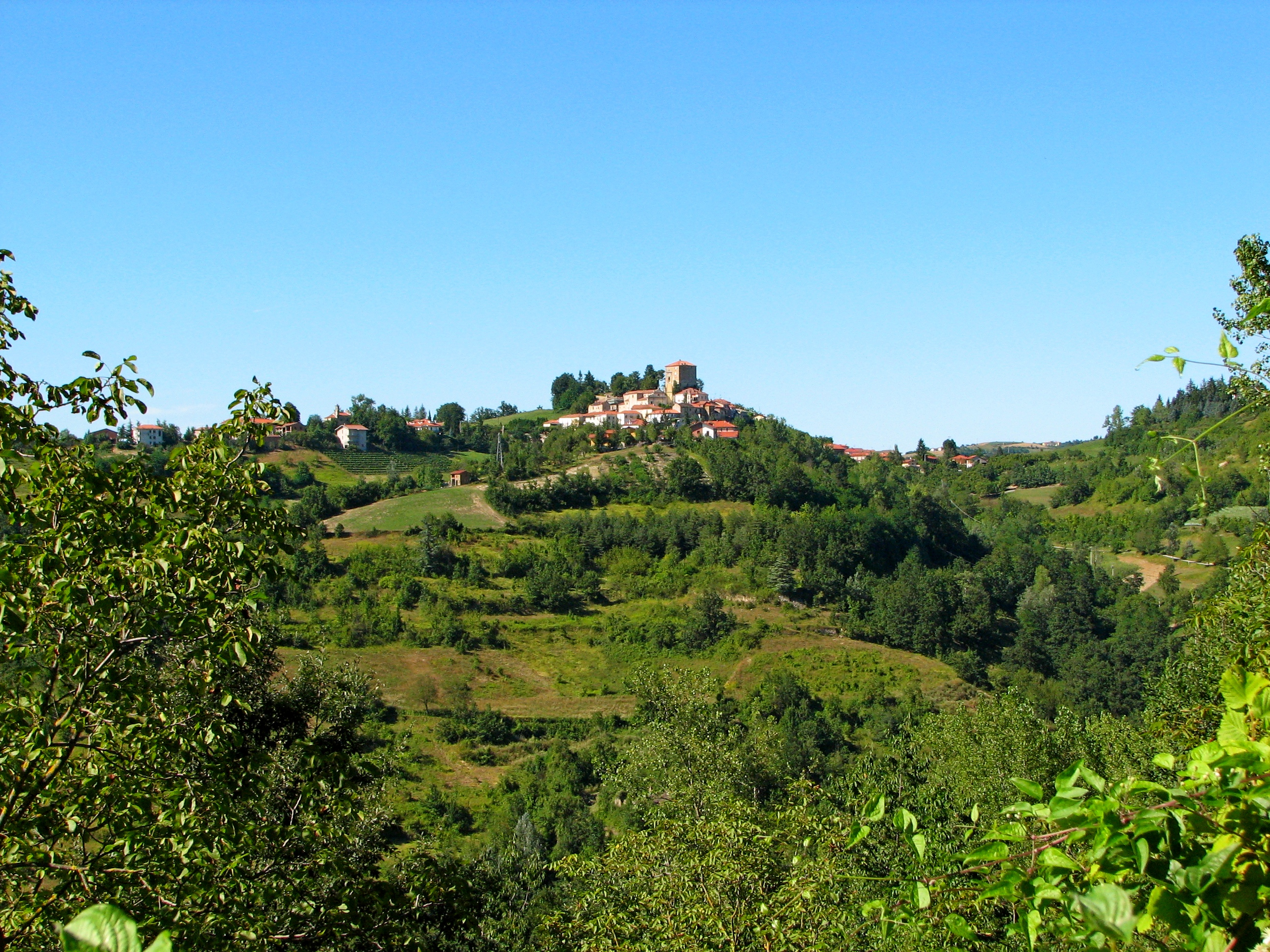
Marsaglia, veduta da Sud da case Coste di Castellino Tanaro

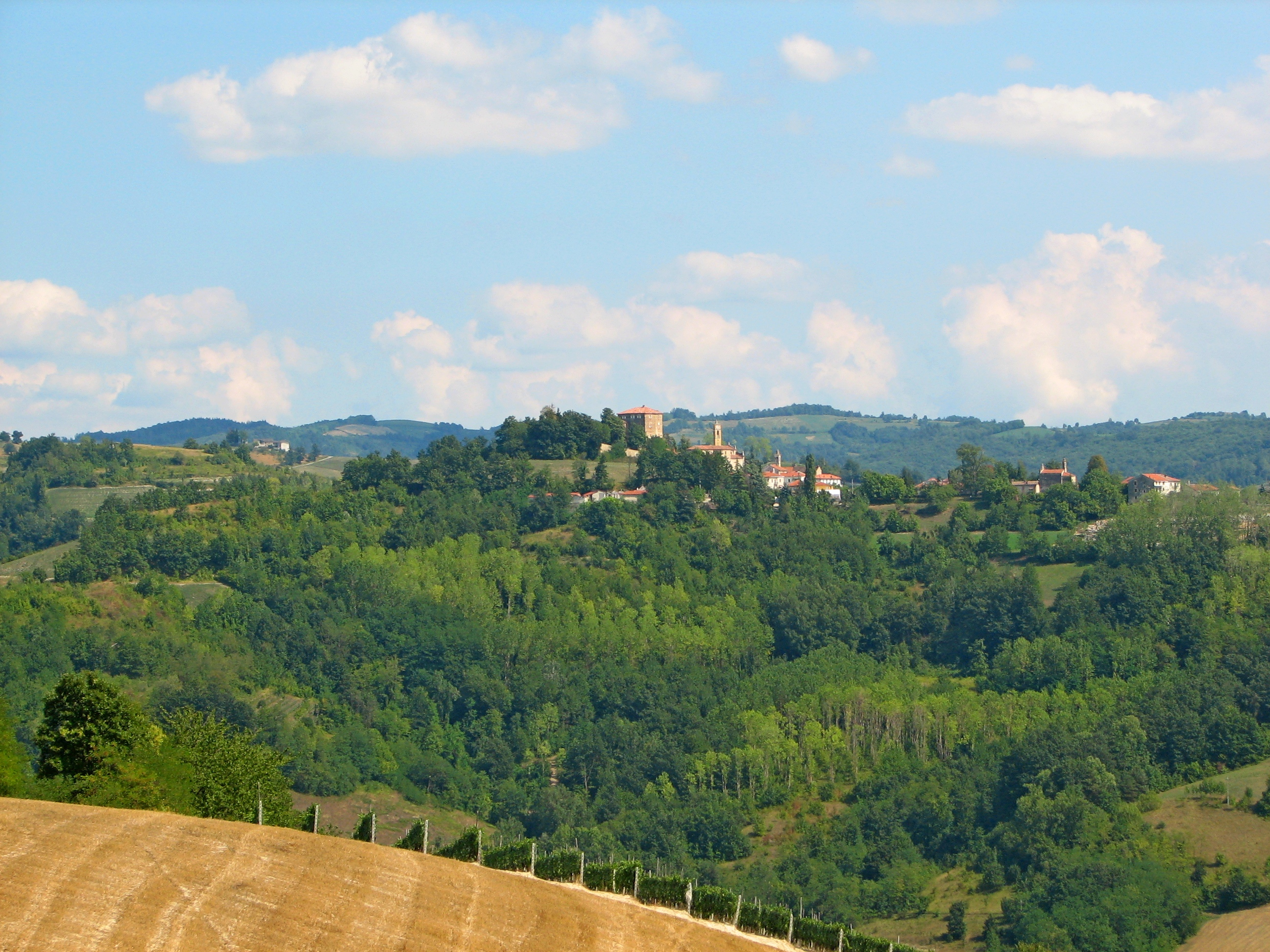
Marsaglia, veduta da Nord-Ovest.

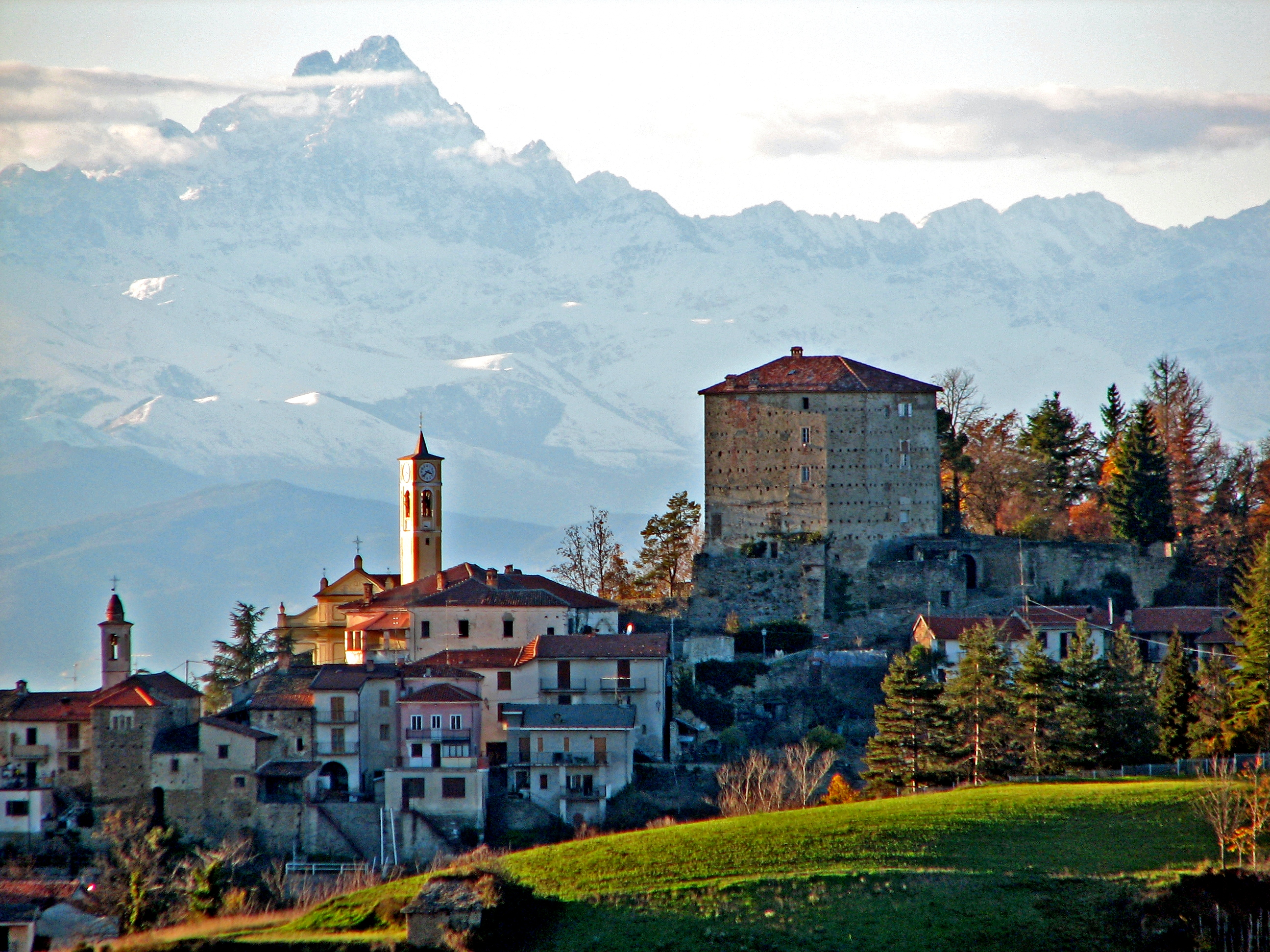
Marsaglia. Il castello.- Foto con obiettivo equivalente a 432 mm nel formato 24 X 36, da distanza di m 1250.

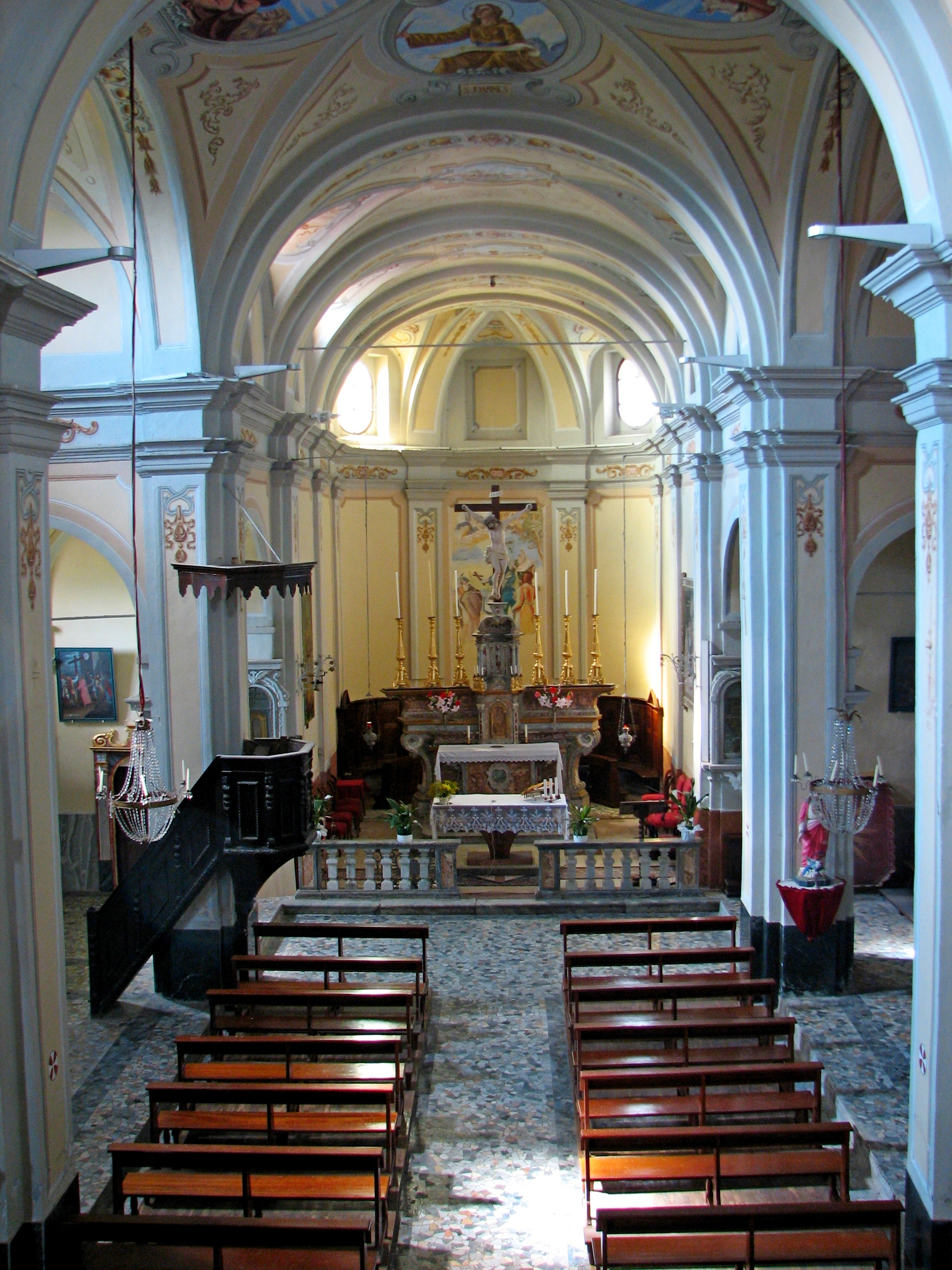
Marsaglia. Chiesa parrocchiale, interno

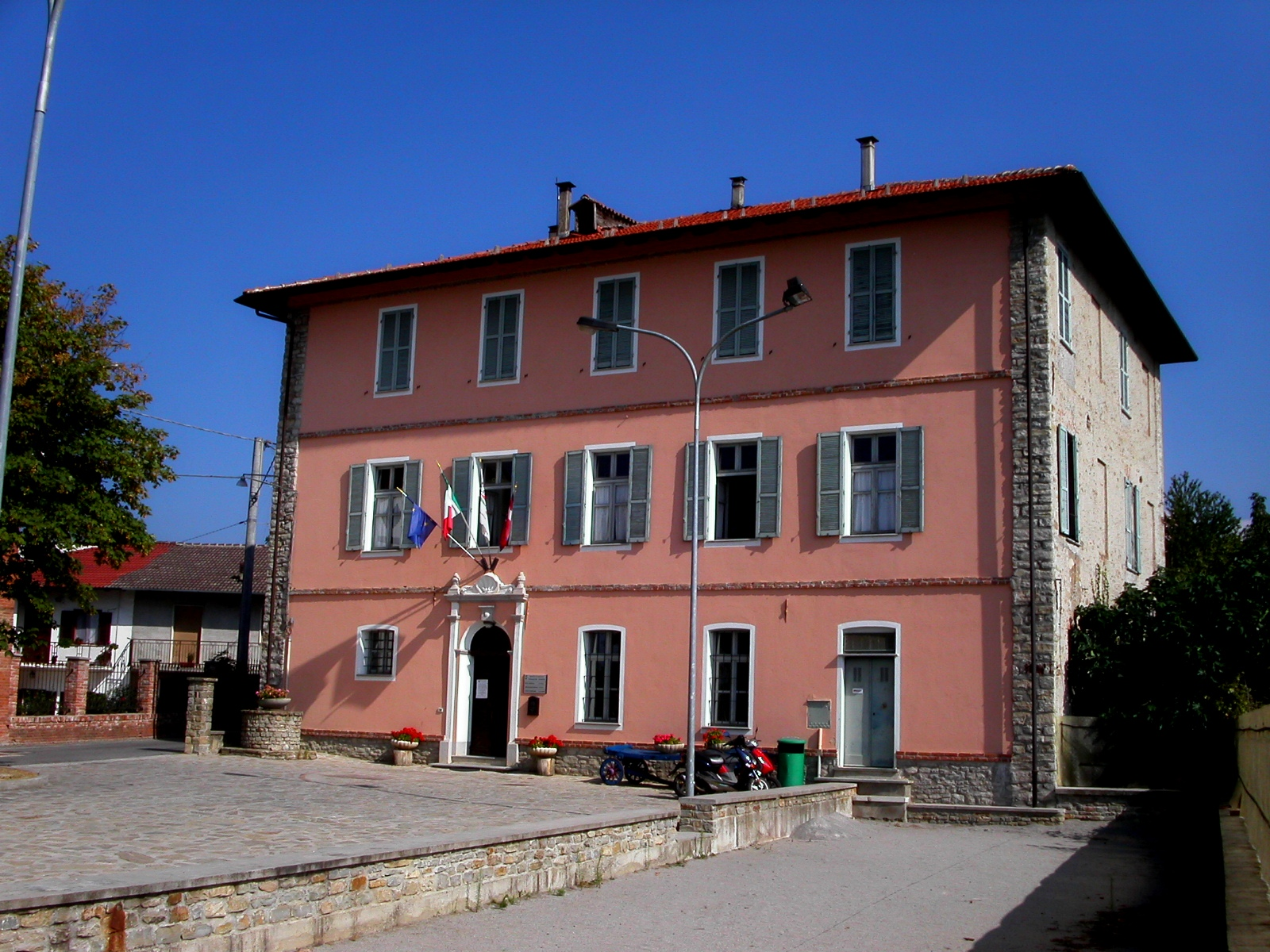
Marsaglia. Palazzo comunale

Marsaglia (Marsaja in piemontese) è un comune italiano di 216 abitanti della provincia di Cuneo in Piemonte.

## Geografia fisica

### Territorio
Il territorio del comune di Marsaglia si trova disposto sul versante occidentale di una delle principali creste collinari delle Langhe che inizia a Montezemolo e prosegue, senza significativi avvallamenti, fino ad Alba. Sulla definizione geografica della Langhe sono state formulate diverse posizioni, e la più seguita è la delimitazione indicata da Ferdinando Vignolo-Lutati. Il comune di Marsaglia confina attualmente con Castellino Tanaro, Clavesana, Igliano, Murazzano, Rocca Cigliè.
 Non si conoscono importanti variazioni storiche nei confini, anche se nell'atto di compra-vendita del feudo di Marsaglia intercorso tra Francesco marchese di Saluzzo e Sebastiano Pensa di Mondovì il 10 marzo 1536, i confini erano allora così determinati: «Castillioni, Roche Ciglierii, Mulazani et Bervidere, salvis aliis verioribus confinibus.» 
 I colli che emergono più in alto sono:
 bric di Case Messuerasco Soprano di m.744;
 bric di Case Bigli di m 741;
 bric di Case Sorbe di m 705;
 bric Savù di m 655;
 bric Castello di m 641.
 Il punto collocato altimetricamente più in basso trovasi alla confluenza fra i torrenti Arzola di Murazzano e Cusina ed posto è a m 353.

### Geologia
Il territorio del comune di Marsaglia, dal punto di vista geologico, è compreso nella Formazione di Murazzano, la quale presenta caratteri litologici sensibilmente diversi nella sua estensione, che intercorre dal fiume Tanaro fino al Belbo. Le caratteristiche geologiche del comune di Marsaglia si possono desumere sinteticamente dalle Note Illustrative della Carta Geologica d'Italia, alla scala 1:100.000; Foglio 81, Ceva. In tale documento, nella fig. 7 di pag. 66, vengono riportate sezioni di marna calcarea, marna sabbioso-siltosa, arenaria, sabbia. Lo spessore dello strato compreso fra Torresina, Murazzano e Belvedere è di circa 1050 m. Potenti affioramenti degli strati di arenaria sono riscontrabili sul versante orientale disposti in reggi-poggio, presso le case Pracci e case Basiglio. I versanti Nord-occidentali, in frana-poggio, sono ricoperti da stati argillosi di consistenza notevole. Pertanto lungo i versanti meridionali, successivamente a fenomeni meteorici prolungati ed intensi, si possono verificare frane di ribaltamento, mentre nei versanti settentrionali possono avvenire fenomeni franosi di scorrimento, che sono stati fino ad ora di lieve entità.

### Idrografia
Il comune di Marsaglia è interessato da due corsi d'acqua: il torrente Arzola di Murazzano e il torrente Cusina.
 Il torrente Arzola di Murazzano, affluente di destra del fiume Tanaro, nasce nei pressi di bric Berico, di m 821. Scorre inizialmente in direzione ovest e, all'altezza di case Arzola, rivolge il corso verso sud. Riceve da destra le acque del rio della Massueria e del rio dei Manzoni. Confluisce nel Tanaro poco a Sud di case Quaiot a quota di m 329. il bacino è equivalente a 36,4 km²; la portata media è di 0,95 m³/s.
 Il torrente Cusina, affluente di sinistra del torrente Arzola, ha origine dal bric Pedaggera di m 808. Scorre inizialmente verso Ovest, con modesta deviazione verso Sud, nei pressi di casa Montazzo. Riceve da destra le acque del Rio di Bocchiardo-Messuerasco e del Rio Cerreto; da sinistra affluiscono le acque del Rio delle Coste e del Rio del Fo, che discendono dal comune di Castellino Tanaro. Confluisce, infine, nel torrente Arzola poco a valle del ponte della strada provinciale 115, in prossimità della località Rocche. Il bacino è equivalente a 15,3 km²; la portata media è di 0,4 m³/s.
 Nel territorio del comune di Marsaglia sono presenti alcune sorgenti, aventi una portata ridotta e con carattere marcatamente stagionale. In altri tempi furono utilizzate per l'acqua potabile e per usi agrari. La Tavoletta 81, Murazzano, della Carta I.G.M. in scala 1:25.000, riporta unicamente la fonte Rulin, nei pressi del capoluogo, ed un'altra fonte nelle vicinanze di casa Ciaret e Ciaretin (ora: Giaclot). Nelle Note Illustrative della Carta Geologica d'Italia, alla scala 1:100.000; foglio 81, Ceva, alla pag. 90, in fig. 11, sono segnalate numerose sorgenti senza altre indicazioni. Successivamente alla costruzione dell'acquedotto gestito dal Consorzio Acquedotto Langhe Sud Occidentali, l'utilizzo delle sorgenti locali divenne marginale.

### Clima
Per il comune di Marsaglia non sono attualmente disponibili osservazioni storiche sistematiche sul clima locale; pertanto possono essere utili le interpolazioni effettuate entro i dati registrati dalle stazioni prossime alla località. Nella Tabella di gradi/giorno dei Comuni italiani, Marsaglia si trova inserita nella zona climatica F e necessita di 3068 gradi/giorno di energia.

#### Temperature
Vennero pubblicate alcune osservazioni condotte da Ferdinando Vignolo-Lutati (1929): «per le Alte Langhe una minima assoluta aggirantesi sui -11.1 gradi ed una media delle minime sui -8,1 gradi; una massima assoluta sui 28,5 gradi ed una media delle massime sui 26,2 gradi.
Le minime più accentuate cadrebbero prevalentemente in dicembre, le massime in luglio»..
Inoltre, anche nella località qui descritta, «la vegetazione ha dapprima un risveglio anticipato di un paio di settimane rispetto alle regioni finitime: poscia sottentra un rallentamento tale che la maturazione dei frutti avviene con un ritardo di una quindicina di giorni. Quindi, primavera precoce ed estate meno caldo: è notevole in questa zona il rapido e marcato rinfrescarsi dell'aria verso sera anche in piena estate». L'osservazione formulata da Ferdinando Vignolo-Lutati, relativamente alla Valle Bormida a sud di Cortemilia deve ritenersi valida anche per il luogo di Marsaglia, come attestano le numerose osservazioni di fenologia empirica degli agricoltori. Si ritiene che il correlato e particolare andamento dello sviluppo vegetativo primaverile-estivo sia addebitabile alla notevole ventosità.

#### Precipitazioni
In corrispondenza del territorio del comune di Marsaglia venne riportata una linea di Isoieta delle precipitazioni medie annue pari a 900 mm. Sono particolarmente indicative le analisi storiche sulla piovosità e siccità, valide in ambito regionale, che segnalano acme di siccità negli anni: 1945, 1955, 1965, 1989-90, 2003 e per piovosità nel: 1951, 1976-77, 2002.

#### Venti
I venti spirano in prevalenza da Sud-est verso Nord-Ovest durante i mesi primaverili-estivi. Nei mesi autunnali si registrano occasionalmente venti da Nord-ovest. Relativamente rari i venti di Buriana (in dialetto: buri-na) che spirano da Nord-est, solo mese di gennaio.

#### Altri studi di climatologia locale
Per un raffronto con i dati precedenti potrebbero essere utili gli studi del climatologo Carlo Bruno, nato a Murazzano, case Bruni, nel 1831.

## Società

### Evoluzione demografica
Abitanti censiti

## Amministrazione
| Periodo        | Periodo        | Primo cittadino | Partito                            | Carica  | Note |
| -------------- | -------------- | --------------- | ---------------------------------- | ------- | ---- |
| 4 giugno 1985  | 26 maggio 1990 | Franca Biglio   | Partito liberale italiano          | Sindaco |      |
| 26 maggio 1990 | 24 aprile 1995 | Franca Biglio   | Lista civica                       | Sindaco |      |
| 24 aprile 1995 | 14 giugno 1999 | Franca Biglio   | Lista civica                       | Sindaco |      |
| 14 giugno 1999 | 14 giugno 2004 | Franca Biglio   | Lista civica                       | Sindaco |      |
| 14 giugno 2004 | 8 giugno 2009  | Marco Quaglia   | Lista civica                       | Sindaco |      |
| 8 giugno 2009  | 26 maggio 2014 | Franca Biglio   | Lista civica                       | Sindaco |      |
| 26 maggio 2014 | 27 maggio 2019 | Franca Biglio   | Lista civica                       | Sindaco |      |
| 27 maggio 2019 | in carica      | Franca Biglio   | Lista civica Insieme per Marsaglia | Sindaco |      |

### Sindaci di Marsaglia, dal 1946 al 1985[15]
Baricalla Cav. Giovanni (1946-1951).
 Cuniberti Giovanni (1951 feb -1951 giu)
 Peira Giuseppe (1951-1953)
 Manildo Cav. Uff. Tommaso (1953-1960)
 Sartorio Avv. Enrico (1960-1964)
 Fenoglio Ugo (1964-1969)
 Revelli Germano (1969-1975)
 Bracco Domenico (1975-1985).
Fece parte della comunità montana Alto Tanaro Cebano Monregalese.